# 사할린한인협회
사할린한인협회(Sakhalin韓人協會)는 러시아 사할린주에 위치한 한인 단체이다.
1990년에 조직되었으며, 2011년에는 사할린한인연합회와 통합했다.